# Kaba
Ka'baen er en sort kubisk bygning i moskeen Masjid al-Harâm i Mekka i Saudi-Arabien. Ka'baen ligger på en åben plads i "den store moské" i Mekkas centrum. Den er bygget af marmor og tilhuggede sten fra bjergene omkring Mekka. Dens grundplan er 11,03 x 12,86 m. Højden er omkring 13 m. På arabisk betyder Ka'ba terning. I Ka'baens sydøstlige hjørne er indmuret en sort sten.

## Ka'baen ifølge islam
Den sorte sten blev ifølge Islam skænket til Adam af englen Gabriel. Den var oprindeligt hvid, men blev sort på grund af menneskets synder. Ka'baen blev ifølge Koranen bygget af profeten Abraham og Ismael, og Abraham murede den sorte sten ind i Ka'baen.
Før islam var bygningen et betydningsfuldt hedensk kultsted og valfartsmål. Ka'baen blev valgt som religiøst centrum af Muhammed.

## Ka'baens betydning i islamisk religiøs praksis
Ka'baen er en helligdom, som besøges af mange tusinde muslimer under en årlig pilgrimsfærd. Pilgrimmene vandrer syv gange rundt om den. Det symboliserer den menneskelige aktivitet – den indre som den ydre. Dernæst drikker de af zamzam-kilden og vandrer mellem Marwa og Safa.
Muslimerne vender sig mod Masjid al-Harâm fem gange om dagen, når de beder til Allah. Når muslimer beder og vender deres ansigt mod Mekka, er det Ka'baen de vender sig mod – det symbolske midtpunkt i Mekka.